# Hesitant Alien
| Recensione        | Giudizio |
| ----------------- | -------- |
| AllMusic          |          |
| Alternative Press |          |
| Billboard         |          |
| Kerrang!          |          |
| NME               |          |
| Rock Sound        |          |

Hesitant Alien è il primo album da solista del cantante statunitense Gerard Way, pubblicato il 29 settembre 2014 dalla Warner Bros. Records e dalla Reprise Records.

## Il disco
All'annuncio della pubblicazione dell'album, Gerard Way ha detto:
In un'intervista ha inoltre aggiunto di voler "far rinascere il britpop in America":
Sempre nella stessa intervista ha raccontato l'idea del titolo Hesitant Alien, dicendo che davanti all'industria musicale si è sempre trovato esitante, e che sin dai tempi dei My Chemical Romance si è sempre sentito un alieno in un mondo tanto diverso dal loro stile.
Dal punto di vista dei testi, Way ha dichiarato di essersi ispirato ai "poeti del britpop" Jarvis Cocker e Damon Albarn e a Frank Black, e che le canzoni dell'album parlano principalmente di lotte, inizi e del trovare un qualcosa di nuovo nel mondano e nell'astratto.
Alla fine dell'anno è stato classificato al primo posto nella lista degli album essenziali del 2014 stilata da Alternative Press ed è arrivato secondo nella classifica dei migliori album del 2014 secondo i lettori di Rock Sound.

## Tracce
Testi e musiche di Gerard Way, eccetto dove indicato.
1. Bureau – 2:37
2. Action Cat – 3:07
3. No Shows – 4:12 (Gerard Way, Ian Fowles)
4. Brother – 4:30
5. Millions – 3:28 (Gerard Way, James Dewees)
6. Zero Zero – 2:49
7. Juarez – 2:49 (Gerard Way, Don Blum)
8. Drugstore Perfume – 4:49
9. Get the Gang Together – 3:40 (Gerard Way, Don Blum)
10. How's It Going to Be – 3:44 (Gerard Way, Jamie Muhoberac)
11. Maya the Psychic – 3:01

Traccia bonus nell'edizione giapponese
1. Television All the Time – 3:34

## Formazione
Musicisti
- Gerard Way – voce, chitarra, pianoforte, percussioni; basso in The Bureau e No Shows; tastiera in How It's Going to Be
- Ian Fowles – chitarra; percussioni in Get the Gang Together
- Matt Gorney – basso; pianoforte in The Bureau; chitarra in Brother; percussioni in Get the Gang Together; voce secondaria in Millions
- Jarrod Alexander – batteria, percussioni
- Jamie Muhoberac – tastiera
- Jason Freese – corno in No Shows e in Get the Gang Together
- Tom Rasulo – percussioni in Action Cat
- Mikey Way – voce secondaria in Millions
- Sabina Olague – parlato in Juarez

Produzione
- Doug McKean – produzione, ingegneria
- Tom Rasulo – ingegneria
- Andrew Law – assistenza ingegneria
- Gerardo "Jerry" Ordonez – assistenza ingegneria
- Zach Mauldin – assistenza ingegneria
- Lance Sumner – assistenza ingegneria
- Tchad Blake – missaggio
- Bob Ludwig – mastering
- Gerard Way – direzione artistica
- Norman Wonderly – direzione artistica

## Classifiche
| Classifica (2014)          | Posizione massima |
| -------------------------- | ----------------- |
| Australia                  | 29                |
| Irlanda                    | 17                |
| Nuova Zelanda              | 37                |
| Regno Unito                | 14                |
| Regno Unito (downloads)    | 23                |
| Regno Unito (rock & metal) | 1                 |
| Stati Uniti                | 16                |
| Stati Uniti (digital)      | 17                |
| Stati Uniti (alternative)  | 1                 |
| Stati Uniti (rock)         | 4                 |